# Skarżysko-Kamienna
Skarżysko-Kamienna (uitspraakⓘ) is een stad in de Poolse woiwodschap Heilig Kruis, gelegen in de powiat Skarżyski. De oppervlakte bedraagt 64,16 km², het inwonertal 49.745 (2005). Skarżysko-Kamienna is gelegen in het dal van de Kamienna in een rijk bebost heuvellandschap. In het dorp kruisen de spoorweglijnen Krakow-Warschau en Sandomierz-Koluszki elkaar.

## Geschiedenis
In 1173 was er in het dorp Milica, nu een wijk van Skarżysko-Kamienna, een bijeenkomst van de ridders onder leiding van Casimir II. In 1923 kreeg Skarżysko-Kamienna stadsrechten. In 1924 werd de nationale munitiefabriek gebouwd die nu Mesko heet. De stad heette aanvankelijk Kamienna, maar in 1928 werd Skarżysko-Kamienna de officiële naam.
In 1940 zijn buiten de stad door de nazi's massaexecuties gehouden. 360 mensen werden in februari geëxecuteerd en in juni nog eens 760. In 1942 werd Kamp Skarżysko-Kamienna voor Joodse slaven gebouwd. Op 18 januari 1945 werd de stad bevrijd. De weinige Joodse overlevenden uit Skarżysko-Kamienna kwamen naar de stad terug. Maar de lokale bevolking was niet van hen gediend. In februari 1946 werden vijf Joodse inwoners door het hoofd van de gemeentepolitie, een andere politieagent en andere inwoners vermoord. Bij de rechtbank in Lodz kregen drie van hen voor betrokkenheid bij deze moorden de doodstraf. De resterende Joden hebben de stad verlaten. In 1969 werd het Witte Adelaar Museum, een oorlogsmuseum, in de stad gevestigd.

## Geboren
- Krzysztof Ratajski (1977), darter

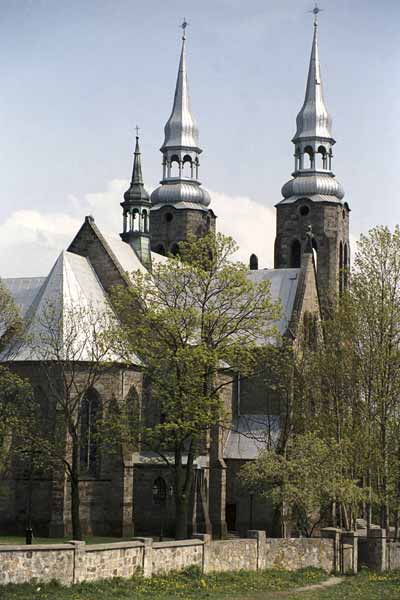
De "Grote Kerk"
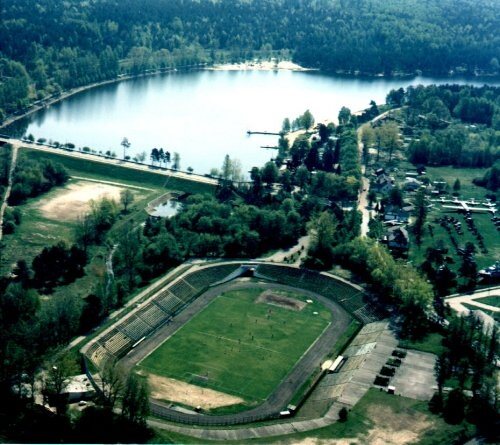
Zalew Rejów en stadion
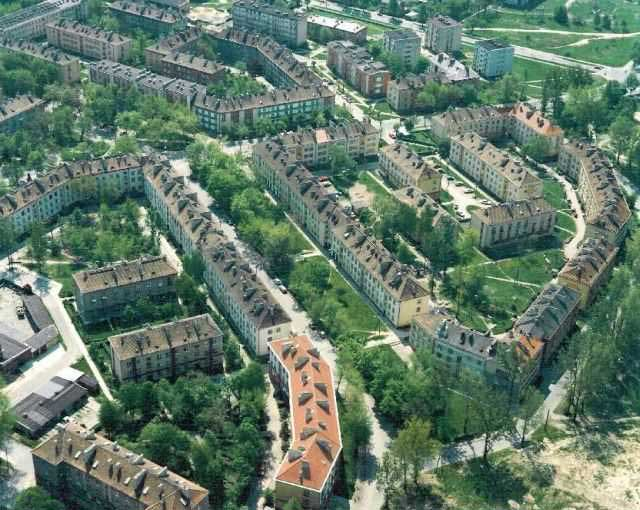
Milica
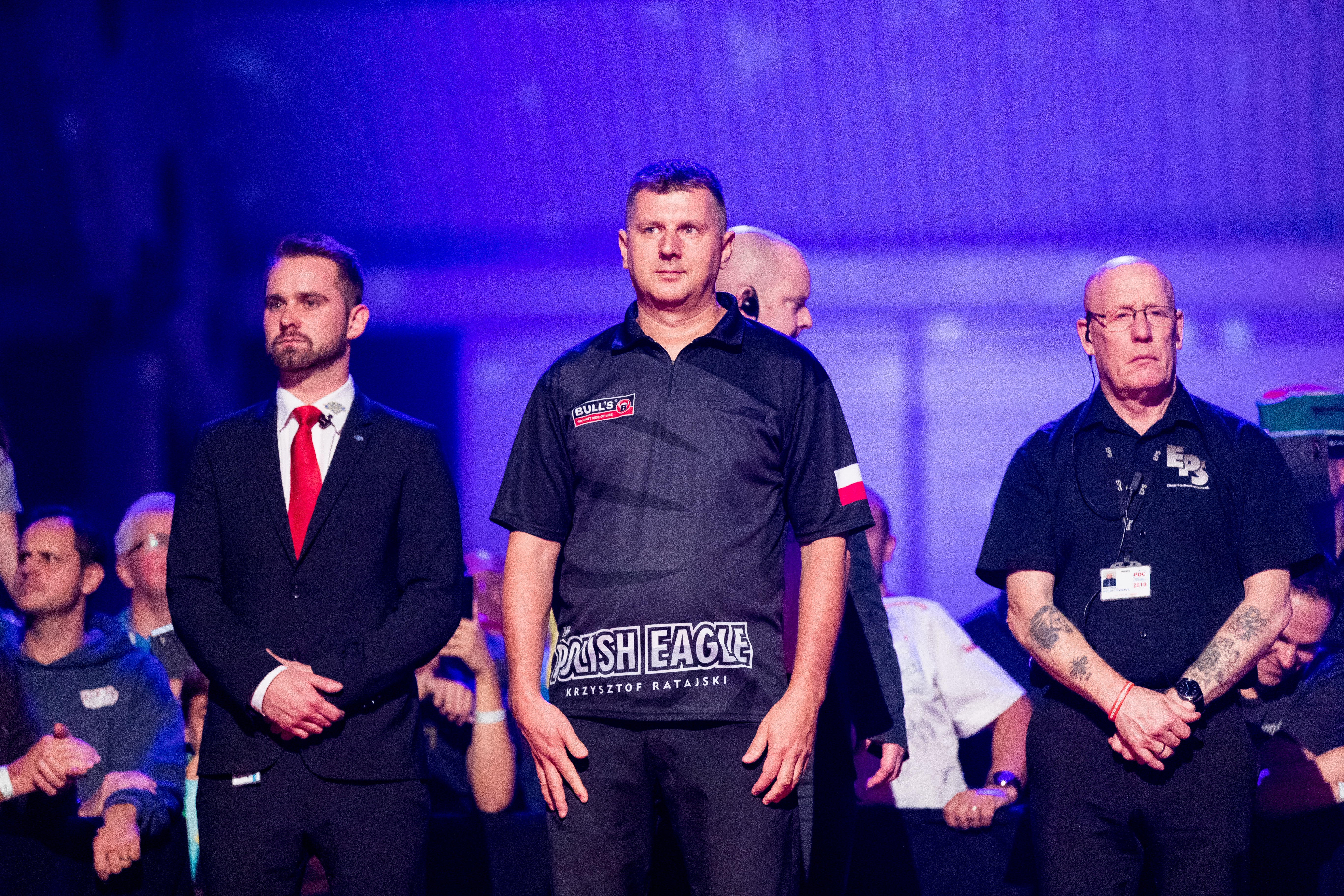
Krzysztof Ratajski

Stadsdistrict:
Kielce

Districten:
Busko-Zdrój · Jędrzejów · Kazimierza · Kielce · Końskie · Opatów · Ostrowiec · Pińczów · Sandomierz · Skarżysko · Starachowice · Staszów · Włoszczowa

Grootste steden:
Kielce · Końskie · Ostrowiec Świętokrzyski · Sandomierz · Skarżysko-Kamienna · Starachowice